# Mihály Bíró
Ne doit pas être confondu avec Mihály Bíró (artiste)
Mihály Bíró ou Dani Bíró surnommé Dani (né le 20 juillet 1914 en Autriche-Hongrie et mort à une date inconnue) était un joueur de football hongrois, qui évoluait au poste d'attaquant.

## Biographie
On sait peu de choses sur sa carrière d'attaquant, sauf peut-être qu'il joue au Ferencváros TC entre 1937 et 1940 (7 buts en 26 matchs).
Il est convoqué pour participer à la coupe du monde 1938 en France, mais il ne joue pas de matchs durant le mondial.